# Gordon Welchman
Gordon Welchman (anglès: William Gordon Welchman)  (Bristol, 15 de juny de 1906 - Newburyport, 8 d'octubre de 1985) fou un matemàtic, professor d'universitat i escriptor anglès i estatunidenc, que va fer de desencriptador durant la Segona Guerra Mundial a Bletchley Park

## Biografia

### Educació i primers anys de carrera
Welchman estudià matemàtiques com a becari al Trinity College (Cambridge) de 1925 a 1928. El 1929 esdevingué Research Fellow en matemàtiques al Sidney Sussex College de la Universitat de Cambridge, Fellow  el 1932, i més tard Degà del College.

### A Bletchley Park

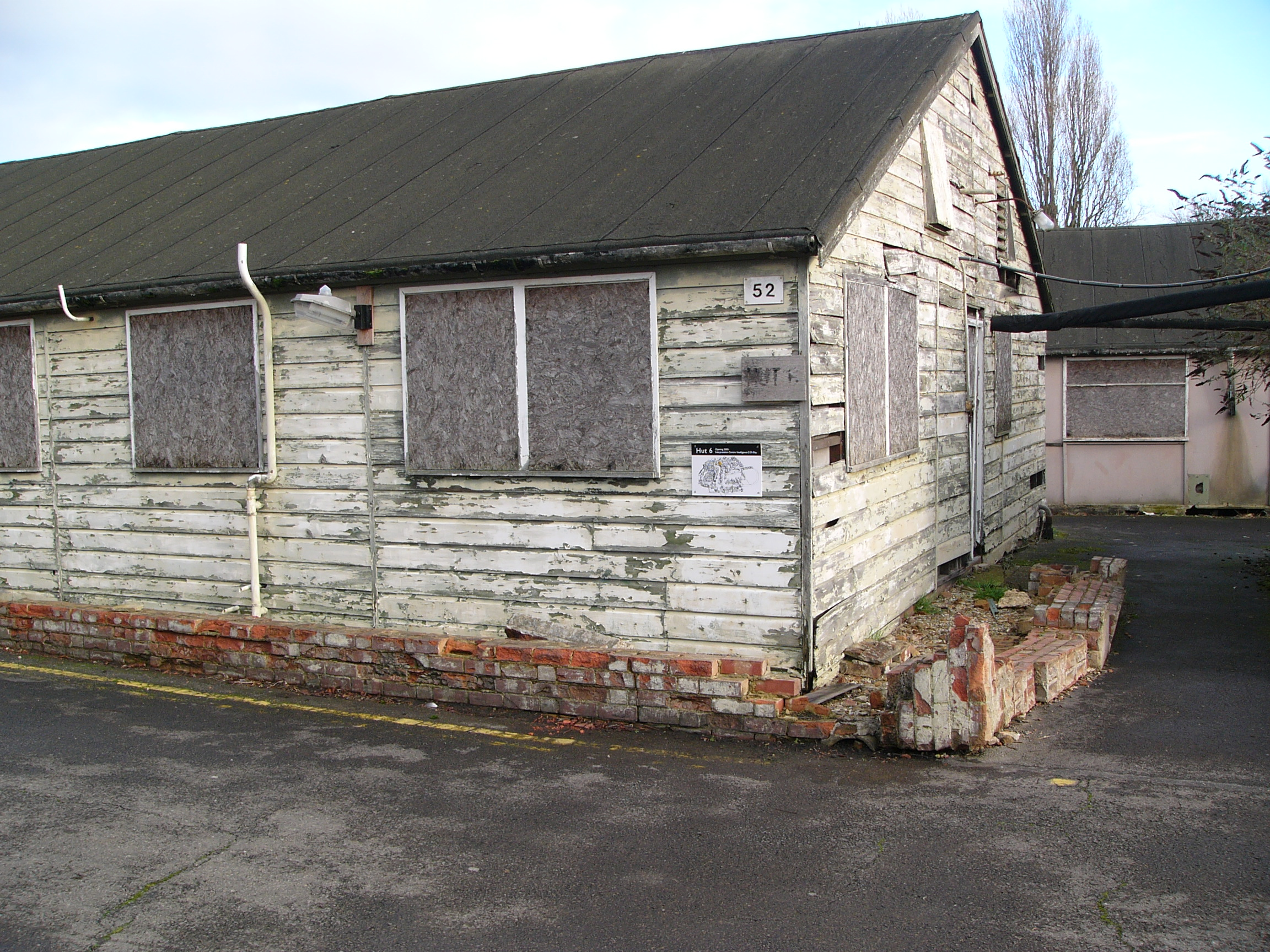
L'edifici original del Hut 6.

Tot just abans de Segona Guerra Mundial, Welchman va ser convidat pel Comandant Alastair Denniston a unir-se a la Government Code & Cypher School a Bletchley Park, en cas que esclatés la guerra. Fou un dels quatre reclutes novells a Bletchley (els altres eren Alan Turing, Conel Hugh O'Donel Alexander, i Stuart Milner-Barry), tots els quals varen fer contribucions significatives a Bletchley, i que van acabar essent coneguts com a «The Wicked Uncles». Foren també els quatre signataris d'una carta influent, que van entregar personalment a Winston Churchill l'octubre de 1941, demanant més recursos per la feina de desencriptació a Bletchley Park. Churchill respongué amb un dels seus missatges curts d'«Action This Day»
Welchman va concebre una millora al ja millorat disseny d'Alan Turing sobre la màquina electromecànica polonesa desencriptadora de la màquina Enigma, la bombe. La millora de Welchman, el «tauler diagonal», va fer que el dispositiu fos substancialment més eficaç en l'atac del xifrat generat per la Màquina Enigma. Les bombes esdevingueren l'ajut mecànic principal per trencar els xifrats de l'Enigma durant la guerra, tot accelerant la recerca dels codis actualitzats que feien servir les màquines d'Enigma; aquests eren canviats sovint, inicialment com a mínim un cop per dia.
Welchman era el cap de Hut 6, la secció a Bletchley Park responsable de trencar els xifratges de la màquina de xifratge Enigma utilitzada pel Heer i la Luftwaffe. El 1943 esdevingué Director Ajudant al càrrec de mecanització, i també fou responsable de les relacions de criptoanàlisi amb els EUA.

### Després de la Segona Guerra Mundial
Welchman es va mudar als Estats Units el 1948, i va ensenyar el primer curs d'ordinadors al MIT. Posteriorment va treballar per a Remington Rand i Ferranti. Es va naturalitzar ciutadà estatunidenc el 1962. Aquell any, va entrar a la MITRE Corporation, treballant en sistemes de comunicació segura pels militars estatunidencs. Es va jubilar el 1971, tot i que encara va seguir fent d'assessor. El 1982, McGraw-Hill va publicar el seu llibre The Hut Six Story als EUA, (la versió britànica fou publicada per Allen Lane). El llibre va fer arrufar les celles a l'Agència de Seguretat Nacional, i el seu autor va perdre la seva autorització de seguretat (i per tant el seu grau de consultor amb MITRA), i se li va prohibir de parlar amb els mitjans de comunicació del seu llibre o de la seva feina al període de guerra. El llibre, tanmateix, no fou prohibit. Les seves conclusions finals i correccions a la història del desencriptament en temps de guerra varen aparèixer en uns papers publicats pòstumament el 1986 (Welchman havia mort el 1985) «De la bombe polonesa a la bombe britànica: el naixement d'Ultra» a Intel·ligència i Seguretat Nacional, Vol 1, Cap l. El document sencer va ser inclòs en l'edició revisada de The Hut Six Story publicat el 1997 per M & M Baldwin.
Welchman va ser sobreviscut per tres fills, dos fills polítics, i vuit nets.